# Ménil-Froger
Ménil-Froger ist eine französische Gemeinde mit 62 Einwohnern (Stand: 1. Januar 2022) im Département Orne in der Region Normandie. Sie gehört zum Arrondissement Mortagne-au-Perche und zum Kanton Rai.
Nachbargemeinden sind Croisilles im Norden, Le Ménil-Vicomte und Lignères im Osten, Merlerault-le-Pin im Süden und Saint-Germain-de-Clairefeuille im Westen.

## Bevölkerungsentwicklung
| Jahr      | 1962 | 1968 | 1975 | 1982 | 1990 | 1999 | 2008 | 2015 |
| --------- | ---- | ---- | ---- | ---- | ---- | ---- | ---- | ---- |
| Einwohner | 142  | 118  | 97   | 80   | 62   | 64   | 66   | 58   |

## Sehenswürdigkeiten

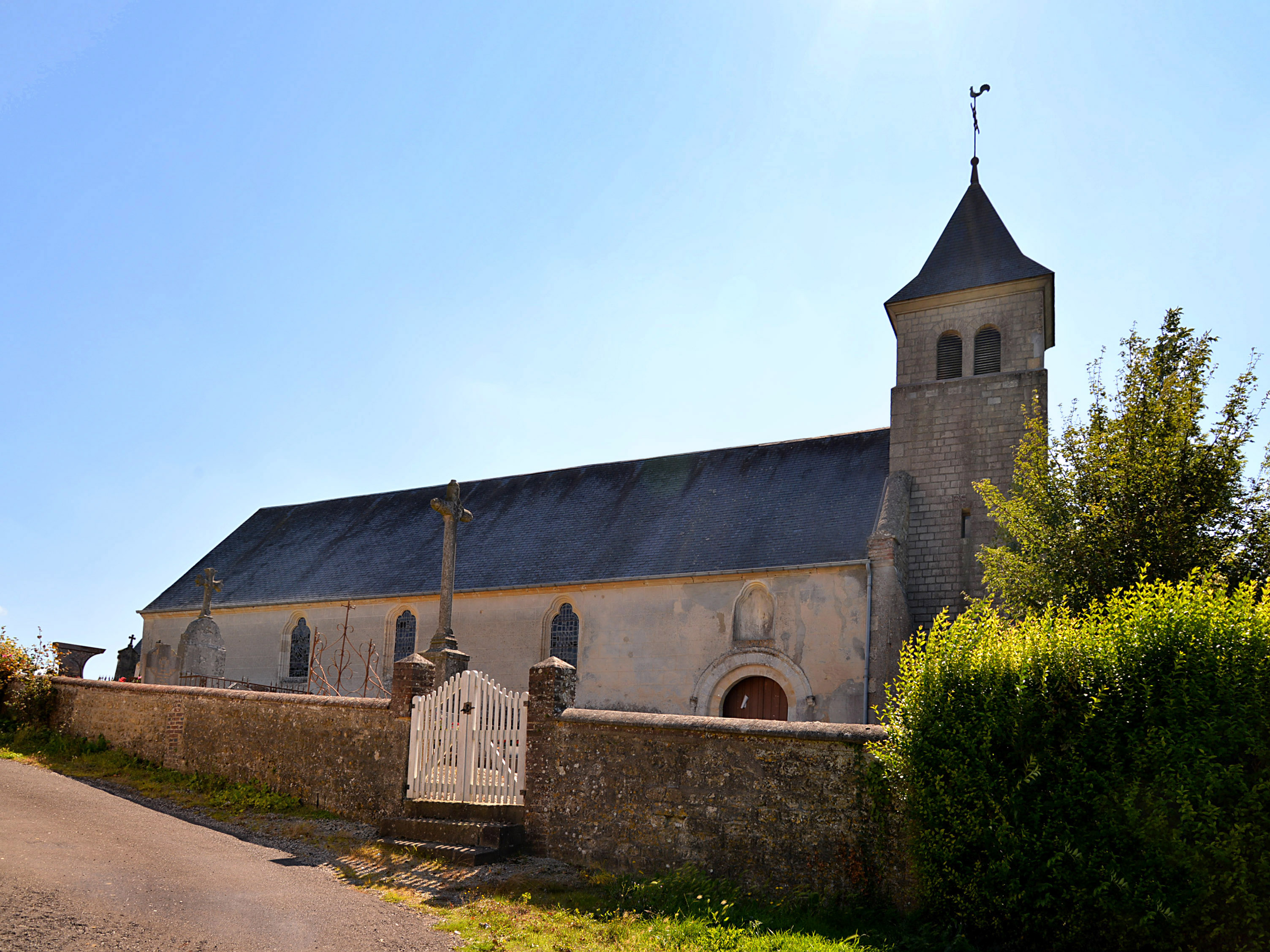
Kirche Saint-Louis et Saint-Martin

- Kirche Saint-Louis-Saint-Martin